# Coalition des indépendants
La Coalition des indépendants (en suédois Obunden Samling) est un parti politique conservateur ålandais, fondé en 1987.

## Histoire électorale
| Année   | 1987 | 1991 | 1995 | 1999 | 2003 | 2007 | 2011 | 2015 | 2019 |
| ------- | ---- | ---- | ---- | ---- | ---- | ---- | ---- | ---- | ---- |
| Députés | 2    | 3    | 3    | 4    | 3    | 4    | 4    | 3    | 4    |